# Kauniainen
Kauniainen (svédül: Grankulla) település Finnország déli részén, közel Helsinkihez. Érdekesség, hogy a várost minden oldalról Espoo veszi körül, vagyis ez az egyetlen közvetlen szomszédja van.
A finn fővárossal, Helsinkivel egybeépült városok (Espoo, Vantaa, Kauniainen) közül Kauniainen a legkisebb, mint alapterületére (6 km²) mint lakosainak számát (kb. 8700) tekintve.

## Demográfia
Kauniainen számos szempontból érdekes kisváros, a svéd anyanyelvűek 37,5%-ban élnek itt az országos 5% alatti átlaggal szemben. Itt fizetik a legkevesebb területi adót és a lakosság 91%-ának az általános iskolai műveltségnél magasabb az iskolázottsága. Ez országos rekord.

## Története

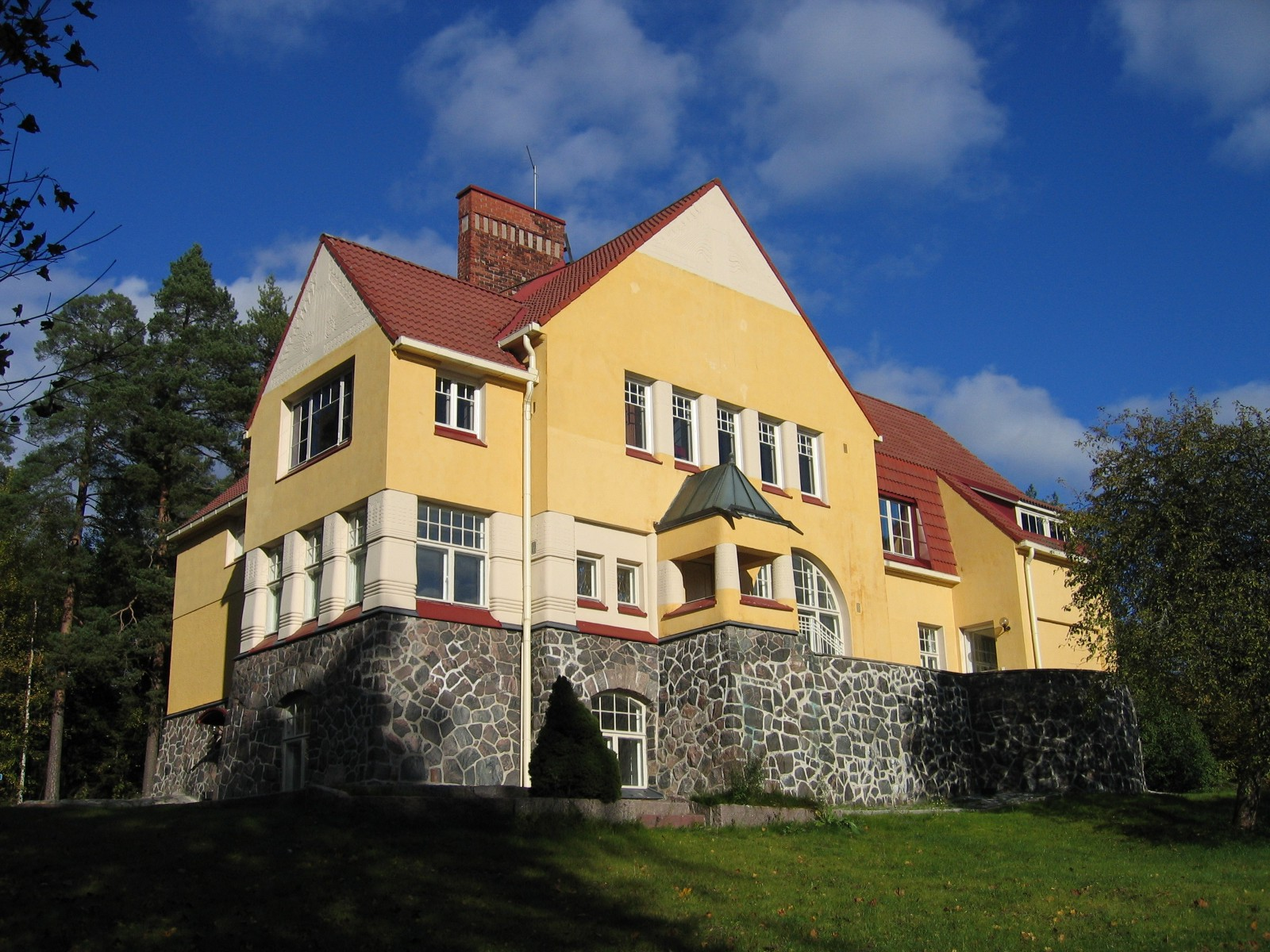
Villa Vallmogård

A mai Kauniainen története egy részvénytársaság, az AB Grankulla alapításával kezdődött 1906-ban. Ez a társaság földeket vett a helybeliektől és parcellázás után telkekként adta el a területet. Így az ott lévő kis tó, a Gallträsk körül villák épültek, amelyeket kezdetben csak nyaralásra használtak a főváros nyüzsgésébe belefáradt, tehetős, polgári családok.

## Közlekedés
A közlekedést nagyban elősegítette az 1903-ban megnyitott Helsinki-Turku vasútvonal, amelynek segítségével Kauniainen a fővárosból gyorsan és könnyen elérhető volt, és a mai napig is az. Manapság gyorsforgalmi út is létezik Turku és Helsinki között, ez Kauniainen mellett halad el, de érintik a várost a Helsinki körüli nagy országutak is.

## Oktatás és egészségügy
A város ugyan kicsi, de kifogástalan az infrastruktúrája. Az egészségügyi ellátás mellett az idősgondozás és a fiatalok sportolási igényeinek kielégítése is jól szervezett. Kauniainenben több iskola működik finn és svéd nyelven. Az egyik jelentős oktatási intézmény az 1924-ben, alapított 200 férőhelyes Munkásakadémia (Työväen Akatemia), ahol jelenleg főiskolai szinten folyik az oktatás. a diákok kollégiumi elhelyezésére is van itt lehetőség.
Kauniainenben van a háborús veteránok kórháza, a Sotavammasairaala, ahol a jelenleg még élő, idős, a finnországi háborúkban megsebesült veteránokat gondozzák.

## Vallás
A modern építészetet képviseli Kauniainen evangélikus temploma, amely 1983-ban készült el és Kristian Gullichsen építész műve.
Főiskolai szinten folyik a képzés a Diakónia intézetben. A finn Bibliatársaság iskolája, a Raamattuopisto is itt található.